# Allée Maurice-Prin
Place des Jacobins
L'allée Maurice-Prin et la place des Jacobins sont deux voies publiques de Toulouse, chef-lieu de la région Occitanie, dans le Midi de la France.

## Situation et accès

### Description
L'allée Maurice-Prin est une voie publique. Elles se trouvent au cœur du quartier Capitole.
L'allée Maurice-Prin naît perpendiculairement à la rue Joseph-Lakanal, au niveau de la place des Jacobins, face au chevet de l'église du couvent des Jacobins et à l'entrée du collège Pierre-de-Fermat. Elle est longue de 66 mètres et, quoique étroite, parfaitement rectiligne. Elle est bordée, au nord, par le vaisseau de l'église des Jacobins et, au sud, par les bâtiments du collège, puis du lycée Pierre-de-Fermat. Elle se termine en impasse au niveau du parvis qui se forme entre le portail occidental de l'église et l'entrée du lycée Pierre-de-Fermat.
La chaussée compte une seule voie de circulation automobile en double-sens. Elle est définie comme une zone de rencontre et la circulation est limitée à 20 km/h. Il n'existe ni bande, ni piste cyclable.

### Voies rencontrées
L'allée Maurice-Prin rencontre les voies suivantes, dans l'ordre des numéros croissants :
1. Rue Joseph-Lakanal
2. Place des Jacobins

### Transports
L'allée Maurice-Prin et la place des Jacobins ne sont pas directement desservies par le réseau de  transports en commun Tisséo. Elles se trouvent cependant à proximité de la rue Jean-Antoine-Romiguières et de la rue Léon-Gambetta, toutes les deux parcourues par la navette Ville. La station de métro la plus proche est la station Capitole, sur la ligne de métro .
La station de vélos en libre-service VélôToulouse la plus proche est la station no 12 (66 rue Pargaminières).

## Odonymie

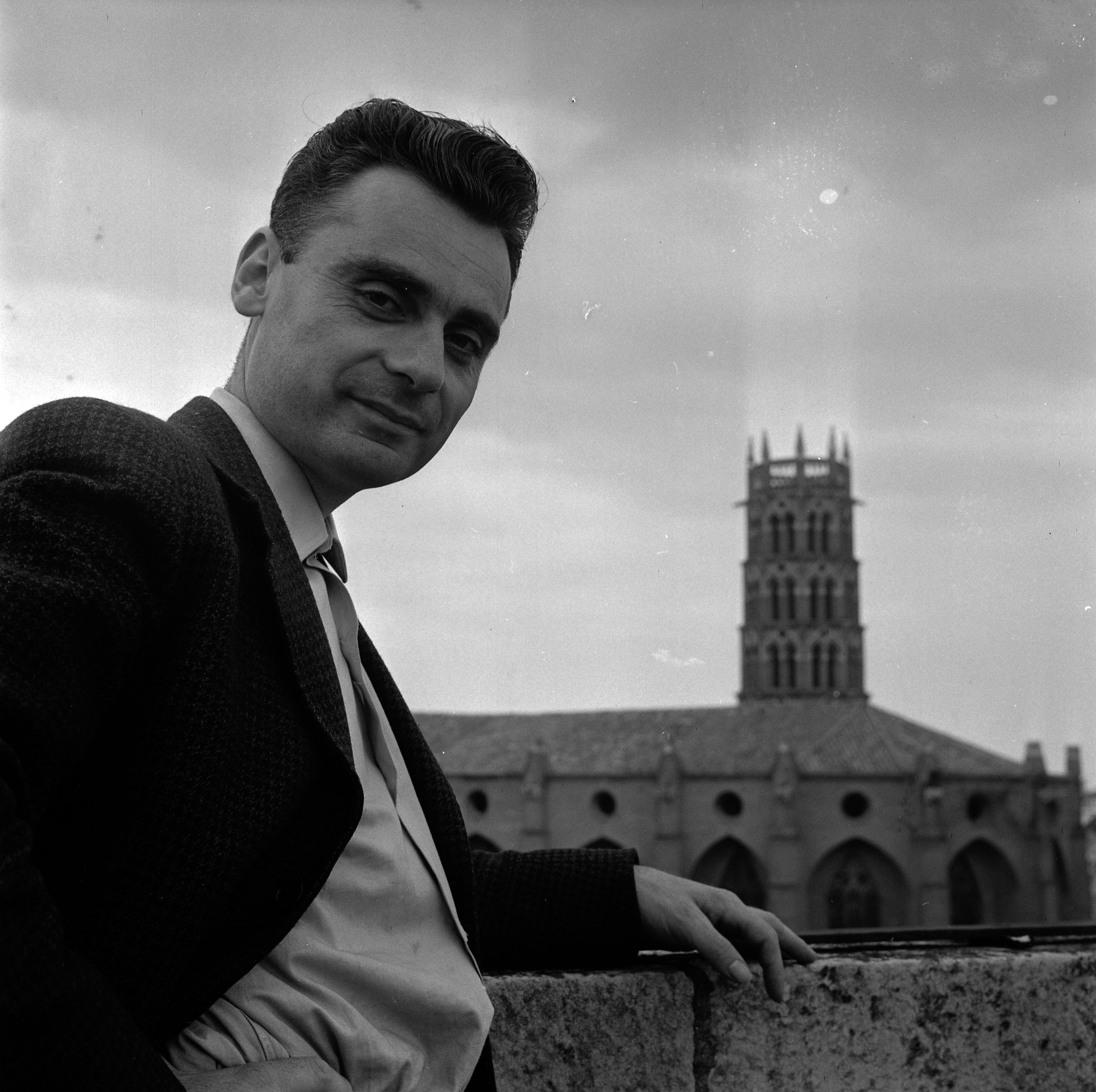
Portrait de Maurice Prin par André Cros (1966, archives municipales).

L'allée a pris, par décision du conseil municipal du 19 mars 2021, le nom de Maurice Prin (1928-2019), conservateur honoraire du couvent des Jacobins,.
Il existait au Moyen Âge une rue, connue au XVe siècle comme le « coin » – c'est-à-dire la ruelle – des Jacobins. On lui trouvait aussi le nom de rue Cordières-Vieilles (carraria Corderiarum Veterum en latin médiéval, carriera Cordieras en occitan médiéval). Il lui venait des artisans cordiers, fabricants de cordes, qui habitaient la rue. À partir du XVIe siècle, on lui donna également le nom de rue des Arcs : l'origine en est obscure et lui vient peut-être des arcs qui reliaient les bâtiments des deux côtés de la rue, à cause de son étroitesse. Mais, au cours du XVIIIe siècle, la petite rue des Arcs fut fermée : lorsqu'elle fut rouverte à la circulation publique, en 1790, elle prit le nom d'impasse des Jacobins, qu'elle a conservé jusqu'en 2021.

## Patrimoine et lieux d'intérêt

### Couvent des Jacobins

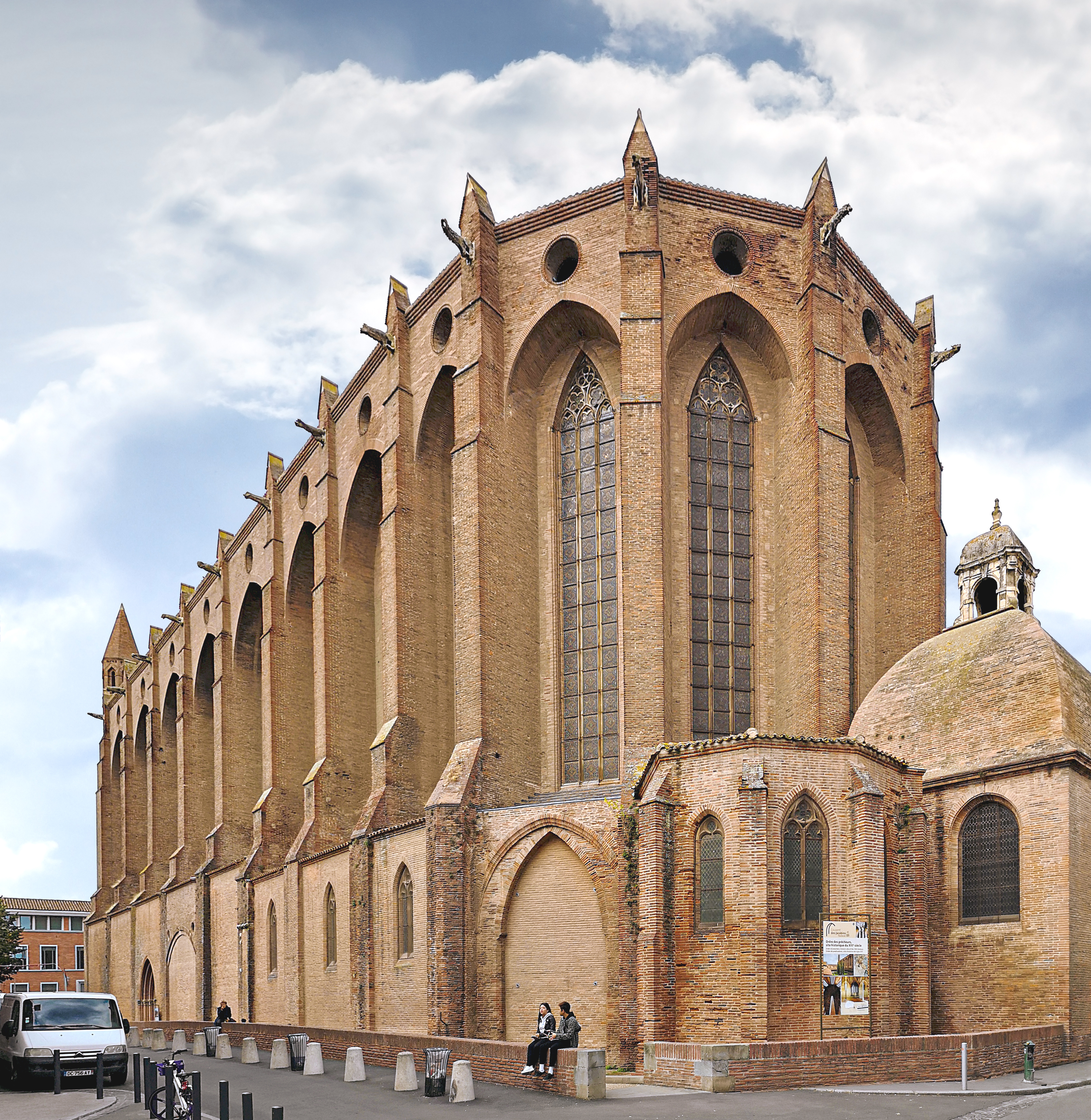
no 2 : la nef de l'église conventuelle des Jacobins.

- no  2 : église du couvent des Jacobins.  Classé MH (1840, église)[6]. 
L'église, bâtie en brique, est caractéristique de l'architecture gothique méridionale, qui se développe dans le Midi toulousain aux XIIIe et XIVe siècles. Une première église est construite à partir de 1230, lorsque les dominicains, à l'étroit dans leur couvent de la rue Saint-Rome (emplacement des actuels no 24-28), bénéficient d'une donation de terrains inoccupés. L'église est agrandie par la construction d'un nouveau chevet entre 1245 et 1252, surélevé vers 1275. Une nouvelle nef à deux vaisseaux est construite entre 1324 et 1336. L'église est finalement consacrée le 22 octobre 1385. L'architecture est austère : les élévations sont scandées par d'épais contreforts entre lesquels s'insèrent de grands arcs brisés, percés de fenêtres à trois lancettes. Trois chapelles prolongent l'édifice à l'est[7].

### Établissements scolaires
- no  1 : collège Pierre-de-Fermat (1808), puis collège Pierre-de-Fermat.  Inscrit MH (2007, portail de l'ancien collège, y compris ses deux vantaux de bois)[8],[9].
- no  3 : lycée Pierre-de-Fermat.